# Grupa literacka "Zniesienie"
"Zniesienie" – grupa literacka działająca w Przemyślu w latach 1969-1975. Członkowie: Roman Lis, Władysław Włoch, Józef Kurylak, Tadeusz Piekło, Edward Szczur, Marian J. Orzechowski, Zbigniew Janusz. Grupa nie miała programu literackiego, miała charakter towarzyski i integrujący.
Nazwa grupy pochodzi od nazwy wzgórza w okolicy Przemyśla.